# Filzingen
Filzingen ist ein Gemeindeteil von Altenstadt im schwäbischen Landkreis Neu-Ulm in Bayern. 

## Lage
Das Kirchdorf liegt zwei Kilometer südlich des Gemeindezentrums von Altenstadt und nahe der Autobahn A 7. Vom Ortsrand sind es nur 500 Meter bis zur Anschlussstelle Altenstadt.

## Geschichte
Die ehemals selbstständige Gemeinde Filzingen wurde am 1. Mai 1978 nach Altenstadt eingegliedert.

## Sehenswürdigkeiten
Im Ort gibt es drei in die Denkmalliste eingetragene Objekte:
- Wohnhaus, Alte Straße 17, Zweigeschossiger Walmdachbau, im Kern 18. Jahrhundert, stark überformt
- Bildstock, Kapellenweg 2 b, übergiebelt mit Rundbogennische
- Katholische Filialkirche St. Martin, Kapellenweg 6, im Kern romanische Chorturmkirche, um 1200 errichtet, 1594 Erhöhung des Turms

Siehe: Liste der Baudenkmäler in Filzingen